# 2014年ソチオリンピックのアゼルバイジャン選手団
2014年ソチオリンピックのアゼルバイジャン選手団（2014ねんソチオリンピックのアゼルバイジャンせんしゅだん）は、2014年2月7日から23日までロシアのソチで開催されたソチオリンピックアゼルバイジャン選手団の名簿。

## 選手団
- 人員: 選手 4人
- 開会式旗手: パトリック・ブラシュナー

## アルペンスキー
- パトリック・ブラシュナー

男子大回転 (53位、3:03.63)
男子回転 (途中棄権)
- ガイヤ・アンチワリ

女子回転 (棄権)

## フィギュアスケート
- ユリア・ズロビナ、アレクセイ・シトニコフ

アイスダンス (12位、148.63)